# Aoloau
Aoloau är en ort i Amerikanska Samoa (USA).   Den ligger i distriktet Västra distriktet, i den västra delen av landet, 9 kilometer sydväst om huvudstaden Pago Pago. Aoloau ligger 406 meter över havet och antalet invånare är 966. Den ligger på ön Tutuila Island.
Terrängen runt Aoloau är kuperad norrut, men söderut är den platt. Havet är nära Aoloau västerut.  Närmaste större samhälle är Pago Pago, 8,6 kilometer nordost om Aoloau. 
I omgivningarna runt Aoloau växer i huvudsak städsegrön lövskog.